# 假百合
假百合（学名：Notholirion bulbuliferum）为百合科假百合属下的一个种。

## 扩展阅读
- 維基物種上的相關：假百合